# Zeitschrift für Ägyptische Sprache und Altertumskunde
La Zeitschrift für Ägyptische Sprache und Altertumskunde ("Rivista per la conoscenza dell'antichità e della lingua egizie") è una rivista specialistica scientifica egittologica.

## Storia editoriale
È stata fondata nel 1863 da Heinrich Karl Brugsch ed è la prima del suo genere. Nei primi decenni fu pubblicata dalla Hinrich'schen Verlagsbuchhandlung, ma dopo la rifondazione avvenuta in seguito alla Seconda guerra mondiale fu edita dall'Akademie-Verlag. La rivista tratta temi e miscellanee su tutti i campi dell'egittologia, dalla filologia alla storia e la religione, oltre all'archeologia, la nuova fortuna e l'esplorazione dell'antico Egitto. A questi si aggiungono anche la demotistica, la coptologia e la meroitistica. Le recensioni non vengono pubblicate, mentre possono esserlo i necrologi.
Gli articoli possono essere letti in tedesco, inglese e francese. Ogni anno sono attualmente pubblicati due numeri, un tempo quattro. La redazione ha sede nell'Istituto egittologico dell'Università di Lipsia. Attualmente i curatori sono Susanne Bickel, Hans-Werner Fischer-Elfert, Antonio Loprieno e Tonio Sebastian Richter, Ines Köhler è la redattrice succeduta a Lutz Popko.

Una tempo la sede della rivista si trovava presso il fondatore Brugsch a Gottinga, poi a Berlino presso i successivi editori Karl Richard Lepsius, Ludwig Stern e Adolf Erman. Georg Steindorff trasferì la sede a Lipsia, presso la cui università teneva il corso di egittologia, rimanendo per quasi trent'anni rimase unico editore ma, in quanto ebreo, a causa delle Leggi di Norimberga nel 1937 fu definitivamente sollevato dall'incarico. Nel 1943 la rivista fu chiusa, ma nel 1954 fu rifondata da Fritz Hintze e Siegfried Morenz: la redazione rimase a Lipsia, ma la responsabilità dei contenuti andò all'Accademia delle scienze della RDT di Berlino. Dopo la Wende, la responsabilità dei contenuti tornò a Lipsia, ma con la nomina di Erik Hornung alla commissione editoriale nel 1992 fu parzialmente spostata a Basilea. Questa divisione permane ancora oggi.

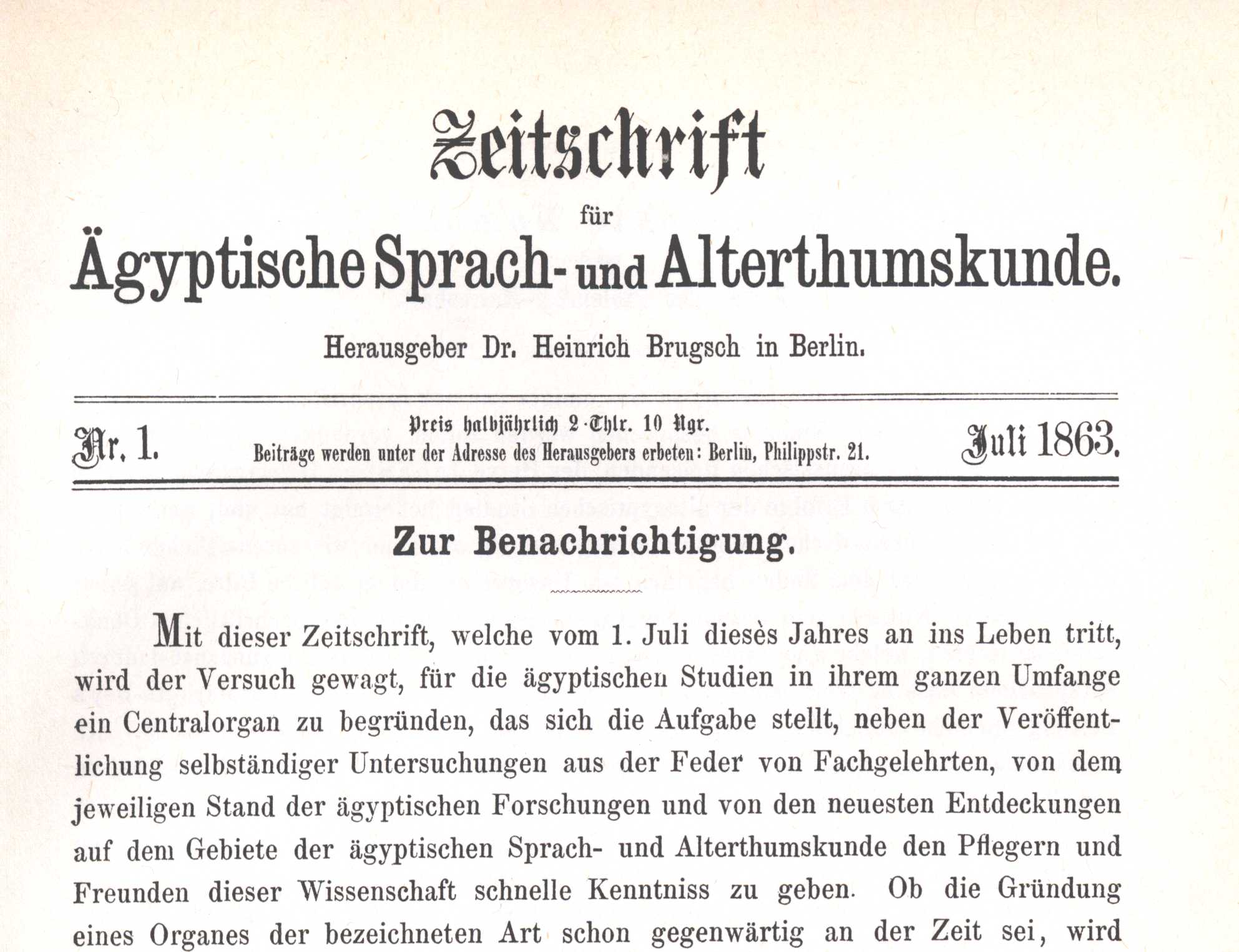
Inizio della prima pagina del primo numero, uscito nel 1863

## Editori
- 1863: Heinrich Brugsch
- 1864–1884: Karl Richard Lepsius
- 1884–1894: Heinrich Brugsch
- 1884–1888: Ludwig Stern
- 1889–1907: Adolf Erman
- 1884–1937: Georg Steindorff
- 1935–1943: Walther Wolf
- 1954–1993: Fritz Hintze
- 1954–1970: Siegfried Morenz
- 1987–2007: Elke Blumenthal
- 1992–????: Erik Hornung
- dal 2000 Hans-Werner Fischer-Elfert
- dal 2001: Antonio Loprieno
- 2007-2019: Tonio Sebastian Richter
- dal 2009: Susanne Bickel
- dal 2020: Stefan Pfeiffer